# Watchet
Watchet – miasto portowe w Wielkiej Brytanii, w Anglii w hrabstwie Somerset, położone nad Kanałem Bristolskim, przy ujściu rzeki Washford do Zatoki Bridgwaterskiej, 24 km na zachód od Bridgwater.
Pierwsze wzmianki o mieście pochodzą z VII wieku, monety bite w tym mieście znajdowano nawet w Skandynawii. Jest jednym z niewielu miast w Wielkiej Brytanii, które pielęgnuje system sądownictwa dworskiego (ang. court leet). Używa się go tylko do celów reprezentacyjnych, nie ma znaczenia merytorycznego. W mieście znajduje się stacja zabytkowej kolei West Somerset Railway.